# Edmond de Palézieux

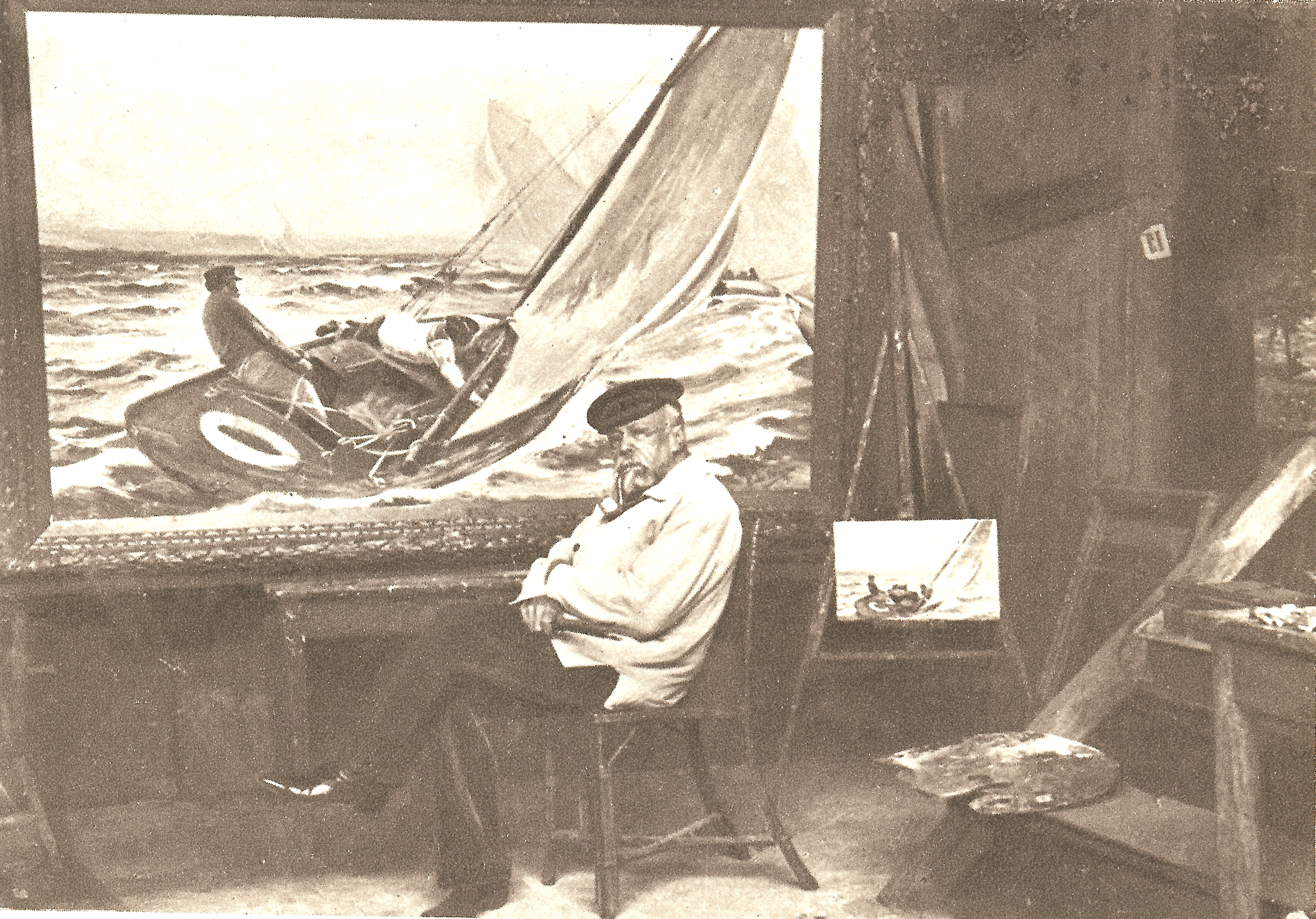
Edmond de Palézieux in seinem Atelier, Foto 1923

Edmond Henri Théodore de Palézieux genannt Falconnet (* 20. Juli 1850 in Vevey, Kanton Waadt; † 11. Juni 1924 in Équihen-Plage, Frankreich) war ein Schweizer Marinemaler.

## Leben

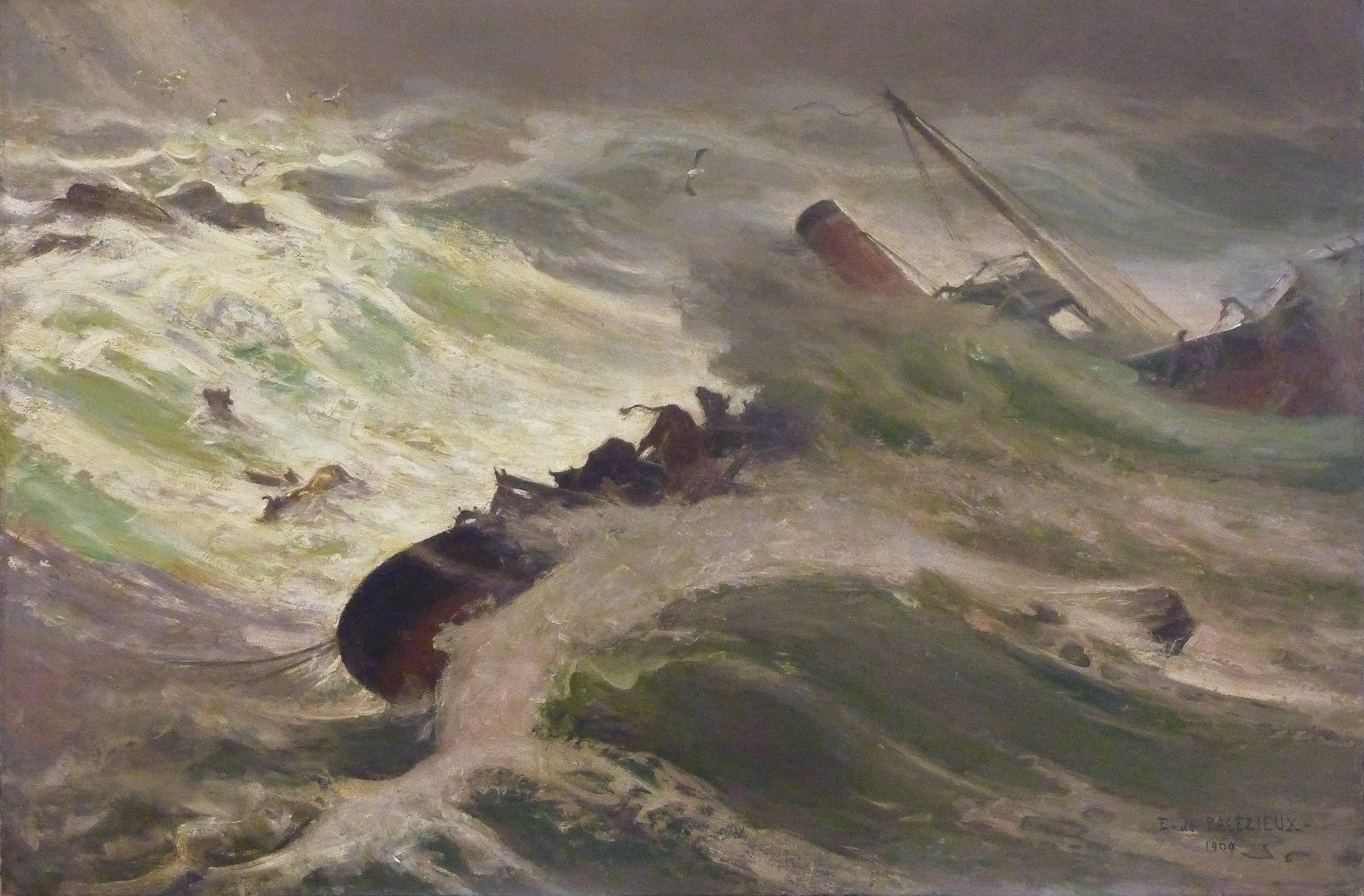
Perdus, 1909

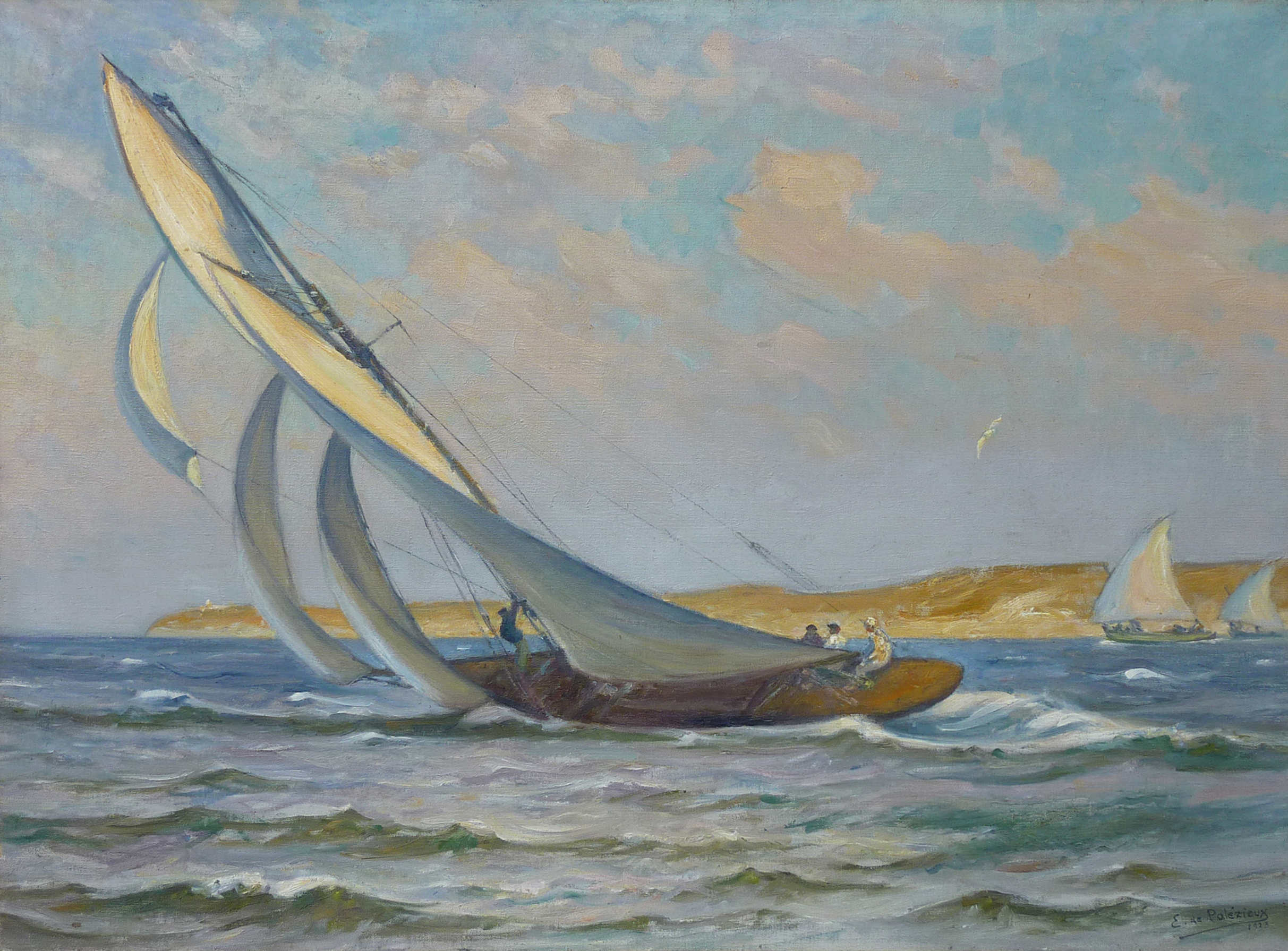
Voilier au large de St-Jean-de-Luz, 1913

De Palézieux, Spross einer angesehenen Adelsfamilie, Sohn von Jean Eugène de Palézieux (1816–1893) und dessen Ehefrau Emilie, geborene de Montet (1823–1905), durch die Großmutter väterlicherseits ein Urenkel des britischen Seeoffiziers und Schriftstellers Edmund Affleck (1725–1788), wuchs mit seinen beiden Brüdern in Vevey auf. Schon als Junge erlernte er das Segeln. Seinen Kindheitswunsch zur Marine zu gehen, konnte er aufgrund eines Verbots des Elternhauses nicht verwirklichen. Daher verlegte er sich auf das Malen von Seestücken, das ihm Gelegenheit bot, zu reisen und die Welt der Segler zu erkunden. Von 1868 bis 1870 studierte er an der Kunstakademie Düsseldorf, wo Andreas Müller sein Lehrer war. An der Genfer Kunstschule (École des Beaux-Arts) wurde er Schüler von Barthélemy Menn und machte sich mit der Freilichtmalerei vertraut. Dann ging er nach Paris, um bei Jean-Paul Laurens zu studieren. Dort lernte er auch den Maler Fernand Cormon kennen.
Zurückgekehrt zum heimatlichen Genfersee, dessen Landschaften er häufig malte, heiratete er am 27. September 1877 Eliza „Lily“ Olmsted (* 1857), eine Enkelin des US-Astronomen Denison Olmsted, die am 8. August 1878 die Tochter Renée gebar. Mit seiner Familie unternahm er Reisen in die Bretagne, in die Normandie und nach Südfrankreich. In den 1880er Jahren hielt er sich häufig in Paris auf, wo er seine Bilder im Salon des artistes français ausstellte. Nach der Trennung von seiner Frau ließ er sich 1903 in Équihen-Plage nieder, einer Stadt am Ärmelkanal. 1907 heiratete er Marie Alfrédine Lair (1873–1967). 1910 wurde er zum Ritter der Ehrenlegion ernannt. Um den Konflikten des Ersten Weltkriegs zu entgehen, zog das Paar zunächst in die Nähe des Lac d’Annecy, dann an andere Orte in Südfrankreich (Collioure, Antibes, Saint-Jean-de-Luz). 1919 kehrte de Palézieux nach Équihen-Plage zurück, wo er 1924 im Alter von 73 Jahren starb.
De Palézieux’ Marinemalerei ist gekennzeichnet durch dramatische Szenen, die das Segeln und die Schifffahrt als Kampf gegen die Gewalten präsentieren.